# Annalena Baerbock
Annalena Baerbock (/anaːˌleːnaː ˈbɛːɐ̯ˌbɔk/, ? Écouter [Fiche]) est une femme politique allemande, née le 15 décembre 1980 à Hanovre. Elle est députée depuis 2013, co-présidente de l'Alliance 90/Les Verts de 2018 à 2022 et ministre fédérale des Affaires étrangères de 2021 à 2025.

## Biographie

### Enfance et formation
Elle grandit au sud de Hanovre.
Elle étudie les sciences politiques à l'université de Hambourg (2000-2004), puis obtient un master en droit international public à la London School of Economics (2005). De 2009 à 2013, elle prépare un doctorat en droit international à l'université libre de Berlin, qu'elle n'achève pas et dont l'aide financière suscite la controverse.

### Parcours politique
À la tête de l'Alliance 90/Les Verts du Land de Brandebourg de 2009 à 2013, elle est élue au Bundestag au scrutin proportionnel en 2013 et réélue en 2017. Elle est la porte-parole de son parti pour les questions liées au climat.

#### Élection à la tête des Verts allemands
Représentant l'aile « réaliste » des Verts, elle est élue le 28 janvier 2018 à la tête de son parti, avec un score record de 97,1%, aux côtés de Robert Habeck.
Les deux forment un duo qualifié de « charismatique » et populaire, hissant les Verts dans le top 3 des partis politiques allemands, grâce à une approche pragmatique et n'attisant pas la polémique.
Leur succès électoral, régulièrement présenté comme un « triomphe », les positionne comme successeurs crédibles de la chancelière Angela Merkel et participe à la progression des mouvements écologistes à travers l'Europe.
Le 19 avril 2021, elle est choisie par les Verts pour concourir aux élections fédérales du 26 septembre, alors que les sondages placent le parti en première position des intentions de vote, l'Union chrétienne-démocrate d'Allemagne de la chancelière sortante souffrant de divisions internes.
Finalement, après deux mois de campagne, les Verts accusent un retard de huit points face à la CDU, en raison de plusieurs polémiques. Est ainsi révélé qu'Annalena Baerbock a oublié de déclarer des revenus parlementaires et a embelli une partie de son CV. Sa proposition de hausse du prix de l'essence est par ailleurs mal accueillie, dans un pays où l'automobile occupe une place centrale.
En juin 2021, une semaine après la parution de son livre intitulé Jetzt (« Maintenant »), Annalena Baerbock — déjà en recul dans les sondages — est accusée d’avoir plagié certains passages sans mentionner ses sources. Un blog spécialisé dans la « traque au plagiat » a identifié une demi-douzaine d’extraits s’apparentant à des copier-coller d’articles parus notamment dans différentes revues et sur des sites institutionnels.
Finalement, les Verts terminent en troisième position des élections fédérales de septembre 2021.

#### Ministre fédérale des Affaires étrangères
Après le succès des Verts aux élections fédérales du 26 septembre 2021 avec un score de 14,75 %, Annalena Baerbock est pressentie pour le poste de ministre fédérale des Affaires étrangères dans le cabinet du chancelier social-démocrate Olaf Scholz. Elle est la première femme à occuper ce poste.
Le 23 décembre 2021, Annalena Baerbock avertit que l'Afghanistan « se dirigeait vers la pire catastrophe humanitaire de notre époque » ; les principaux secteurs économiques s'y effondrent et plus de 24 millions de personnes y ont besoin d'une assistance humanitaire.

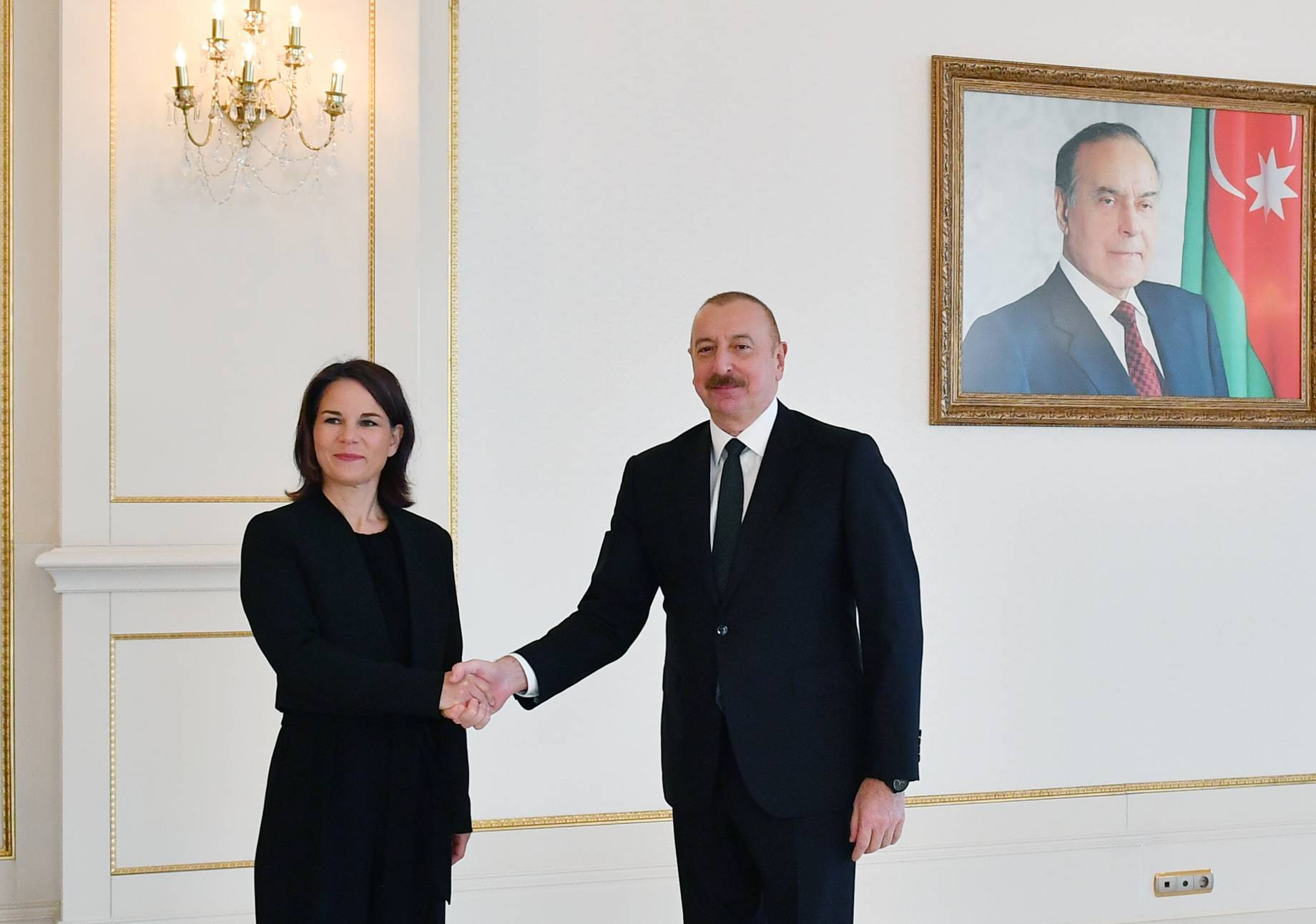
Ilham Aliyev et Annalena Barbok le 4 novembre 2023

En janvier 2022, elle refuse de fournir des armes allemandes à l'Ukraine dans le contexte de tensions croissantes sur la frontière russo-ukrainienne, tandis que les alliés de l'OTAN, incluant les États-Unis, choisissent d'envoyer des armes à Kiev.
Le 12 février 2022, Annalena Baerbock achève un voyage de trois jours au Moyen-Orient avec une visite au Caire. Elle déclare que les droits de l'homme joueront désormais un rôle important dans la politique de Berlin. Le nouveau gouvernement allemand est en effet désireux de réduire les exportations d'armes vers des pays situés à l'extérieur de l'Union européenne et de l'OTAN, avec l'Égypte en tête de cette liste. L'ONG Human Rights Watch accuse le régime du président Sisi de diriger la pire répression des droits de l'homme de l'histoire moderne,.
Le 26 juillet 2022, dans le contexte de la guerre en Ukraine, Annalena Baerbock salue les efforts visant à coordonner les mesures d'économie de gaz à travers l'UE et souligne que celle-ci resterait unifiée, alors que la Russie continue de restreindre ses approvisionnements en gaz à l'Allemagne et à d'autres pays.
En janvier 2024, après l'alerte lancé par la Cour de justice internationale (CIJ) concernant un risque de génocide dans la bande de Gaza, Annalena Baerbock a, dans un communiqué, indiqué que pour elle, l'avis de la CIJ signifiait que la cour ne pas statué sur la situation à Gaza et que, selon Annalena Baerbock, « la défense d'Israël contre le Hamas ne peut pas être considérée comme un génocide ».
En octobre 2024, Annalena Baerbock a, dans un discours devant le Bundestag, affirmé que l'utilisation par le Hamas de « boucliers humains » justifiait le bombardement de civils.
Lors de son arrivée à Damas le 3 janvier 2025, aux côtés du Français Jean-Noël Barrot, le nouvel homme fort de la Syrie Ahmad al-Chareh refuse de lui serrer la main. Selon Der Spiegel, « Baerbock et Barrot avaient déjà été informés avant le voyage depuis Damas que Sharaa et les nouveaux dirigeants masculins ne salueraient pas les femmes avec une poignée de main »,.

#### Depuis 2025
Le 2 juin 2025, elle est élue présidente de l'Assemblée générale des Nations unies. Elle est la cinquième femme, et la première femme européenne, à accéder à cette fonction.
Cette nomination est critiquée par plusieurs organisations humanitaires, pacifistes et de défense des droits humains en raison des positions d'Annalena Baerbock sur le risque de génocide commis par Israël dans la bande de Gaza.

### Vie privée
Elle est mariée au consultant politique Daniel Holefleisch, avec qui elle a deux filles, nées en 2011 et 2015. Sa famille vit à Potsdam, dans le Brandebourg. Elle a deux sœurs. Sa mère est travailleuse sociale et son père ingénieur mécanicien. Ses grands-parents paternels sont des rapatriés tardifs originaires de Kandrzin-Cosel (actuellement Kędzierzyn-Koźle en Pologne). Son grand-père paternel, Waldemar Baerbock, est un ancien colonel de la Wehrmacht, décrit comme « un national-socialiste inconditionnel » par sa hiérarchie. 

### Sport
Elle est triple médaillée de bronze des championnats allemands de trampoline,.

## Positionnement
Affichant pour l'Alliance 90/Les Verts un positionnement de « parti citoyen », Annalena Baerbock ne se revendique ni de droite, ni de gauche, et assume son soutien à l'Union européenne et à l'économie de marché. Elle s'est aussi montrée favorable à l'idée de former une coalition avec la CDU.
Cette attitude moderne, qualifiée de « coolitude », fait écho chez les jeunes Allemands : ainsi en 2018, un électeur sur quatre du parti écologiste allemand est âgé de 18 à 24 ans, une hausse de 12 % en cinq ans.
Incarnant une ligne presque centriste, elle participe à attirer des électeurs modérés vers son parti. Ainsi, elle défend l'idée d'« augmenter la pression sur Moscou », envisage que l'Ukraine adhère à l'UE et à l'OTAN, critique la construction du gazoduc Nord Stream 2 reliant l'Allemagne à la Russie et considère la Chine comme une « rivale systémique » contre laquelle l'Allemagne doit durcir sa diplomatie,,.

## Controverse
En juillet 2021, Annalena Baerbock est accusée par divers médias de ne pas avoir utilisé sa bourse de doctorat, qu'elle a reçue de la Fondation Heinrich-Böll de 2009 à 2012, conformément aux directives de financement du ministère fédéral de la Recherche. 
Elle a déclaré que plus de 50 % de son temps de travail était consacré aux Verts du Brandebourg. La fondation a alors annoncé vérifier si le remboursement était nécessaire. En août, Focus accuse la fondation d'avoir retardé ses éclaircissements en raison de la campagne électorale des élections fédérales de 2021. Peu de temps après, la fondation annonce que Baerbock a reçu la bourse conformément aux directives. Die Welt am Sonntag relève que la base selon laquelle la fondation est  parvenue à cette conclusion n'est pas claire ; le journal souligne que l'université libre de Berlin a détruit les dossiers relatifs au projet de doctorat de Baerbock. Le Tagesspiegel a critiqué le fait que la fondation n'ait pas publié les détails de la décision. La liste des documents spécifiques disponibles à la Fondation, concernant la période de financement de cette thèse, demeure inconnue.

## Reconnaissance
En 2021, le média Politico la classe parmi les 28 personnalités européennes les plus puissantes d'Europe, à la troisième place de la catégorie Dreamers (« rêveurs »).

## Décoration
- Grand-croix de l'ordre d'Isabelle la Catholique (2022)

## Publication
- Annalena Baerbock et Michael Ebmeyer, Jetzt. Wie wir unser Land erneuern [« Now. How We Renew Our Country »], Berlin, Ullstein, 2021 (ISBN 978-3-550-20190-5).